# Wełyka Łepetycha
Wełyka Łepetycha (ukr. Велика Лепетиха) – osiedle typu miejskiego w obwodzie chersońskim Ukrainy, siedziba władz rejonu wełykołepetyskiego.

## Historia
Osiedle typu miejskiego od 1956.
W 1989 liczyło 10 750 mieszkańców.
W 2013 liczyło 8546 mieszkańców.